# The Boomtown Rats
The Boomtown Rats es una banda irlandesa de rock/new wave que cosechó una serie de éxitos en Irlanda y en el Reino Unido entre los años 1977 y 1985. El grupo está liderado por el vocalista Bob Geldof. Los demás miembros de la formación original eran Garry Roberts (guitarra principal), Johnnie Fingers (teclado), Pete Briquette (bajo), Gerry Cott (guitarra) y Simon Crowe (batería). The Boomtown Rats se separaron en 1986, pero volvieron a reunirse en 2013, sin Johnnie Fingers ni Gerry Cott.

## Biografía
Los seis miembros son originarios de Dún Laoghaire, Irlanda. Habían sido contratados para su primer concierto bajo el nombre The Nightlife Thugs, el grupo aceptó cambiar su nombre cuando Garry Roberts amenazó con abandonar si continuaban llamándose así. El término The Boomtown Rats viene de una banda de niños sobre la que Geldof había leído en la autobiografía de Woody Guthrie, Bound for Glory.  Se convirtieron en una banda notable, pero cuyos logros fueron eclipsados por las obras de caridad de Bob Geldof, antiguo periodista de la revista NME.

### Primeros discos
La banda se mudó a Londres en octubre de 1976 y se les relacionó con el movimiento punk rock. Firmaron un contrato discográfico con Ensign Records y lanzaron su sencillo de debut "Lookin' After No. 1" en agosto de 1977. Fue el primero de nueve sencillos que llegaron al Top 40 en el UK Singles Chart.
Su álbum de debut, The Boomtown Rats, fue editado en septiembre de 1977 por Ensign en el Reino Unido y por Mercury Records en Estados Unidos, y contaba con otro sencillo, "Mary of the 4th Form". El periodista musical Martin C. Strong comentó, "El temperamental carisma de Geldof ayudó a dar a la banda una identidad propia".
El segundo álbum, A Tonic for the Troops, apareció en junio de 1978 en el Reino Unido. Contenía tres sencillos, "Like Clockwork", "She's So Modern" y "Rat Trap".
En la edición de A Tonic for the Troops en Estados Unidos realizada por Columbia en febrero de 1979, dos de las pistas de The Boomtown Rats fueron sustituidas por otras de la versión inglesa. Mutt Lange produjo "Rat Trap", que se convirtió en la primera canción de rock de un grupo irlandés en llegar al número uno en Reino Unido, así como la primera canción de cualquier tipo de una banda irlandesa en alcanzar la lista oficial utilizada por la BBC. (La banda The Bachelors había llegado a la lista del periódico Record Retailer en 1964 con la canción "Diane", pero solamente habían conseguido el n.º 2 en la lista de sencillos del Reino Unido). Además, "Rat Trap" también fue la primera canción de new wave en llegar al número uno.

### I Don't Like Mondays
En 1979 se edita "I Don't Like Mondays". Esta canción fue escrita en respuesta al tiroteo llevado a cabo por Brenda Ann Spencer en una escuela de California, y también llegó al n.º 1 en Inglaterra. Llegó a ser un éxito a nivel mundial, exceptuando en Estados Unidos. Las emisoras de radio no ponían el disco supuestamente debido a los temores ante posibles demandas y acusaciones de mal gusto. El presunto boicot fue noticia de primera plana en la revista Variety, (a la que le gustaba crear falsas polémicas con fines de venta), la única vez que The Boomtown Rats obtuvieron una cobertura tan destacada. En cualquier caso, consiguió una cobertura radiofónica significativa a lo largo de los años 80 por parte de emisoras estadounidenses con bajos estándares musicales.
Esta canción fue incluida en The Fine Art of Surfacing, el tercer disco de la banda y posteriormente pasó a ser la única entrada de la banda en el Billboard Hot 100 estadounidense. El álbum también contenía "Diamond Smiles" y su siguiente éxito en el Top 10 UK, "Someone's Looking at You". Geldof y Fingers eran el foco visual y musical del grupo. Geldof con su ingenio articulado y cáustico, que hizo las delicias de los presentadores de programas de entrevistas televisivos y que le convirtió en el amargo enemigo de los periodistas musicales. Y Fingers con el pijama de rayas que llevaba en el escenario.
En 1980 se lanzó "Banana Republic", que fue su último éxito en el Top 10. Posteriormente publicaron su siguiente disco de estudio, titulado Mondo Bongo. "Banana Republic" atacaba ferozmente a su Irlanda natal, la "isla séptica gritando en el mar del sufrimiento".

### La marcha de Cott
Llegados a este punto, el guitarrista Gerry Cott abandonó el grupo. Conforme a la autobiografía de Bob Geldof, Is That It?, la desilusión de Cott había ido en aumento al ver la creciente pereza de la banda en el estudio y su aparente abandono de sus primeras influencias Rhythm and blues para cambiarlas por el "cod-reggae". A lo largo del tiempo que permaneció en la formación, Cott siempre había mantenido cierta distancia entre él y los demás miembros. Renunció un día antes del final de su gira mundial de 1981, solo unas horas después de que el resto de la banda había decidido enfrentarse a él por negarse a unirse a ellos y al equipo de carretera para tomar algo por la celebración del cumpleaños de Simon Crowe.
Cott emprendió una corta carrera en solitario, editando dos sencillos en el Reino Unido, "The Ballad of the Lone Ranger" y "Pioneers"; así como el sencillo de 1984 "Alphabet Town" en Canadá.

### V Deep
La banda siguió adelante como quinteto publicando su quinto disco, V Deep, en febrero de 1982. El primer sencillo fue "Never In A Million Years" que no se vendió bien, mientras que el siguiente "House on Fire" llegó al número 24 en la lista de sencillo del Reino Unido.
Hacia 1984 estaban de gira por universidades después de haber sido incapaces de financiar la "garantía" requerida para reservar salas de conciertos tradicionales.
En enero de 1985 se publicó su sexto y último disco, In the Long Grass, aunque con retraso debido a la participación del grupo en Band Aid (en el que todos tocaban), asimismo tocaron en el concierto benéfico Live Aid. Dos sencillos, "Tonight" y "Drag Me Down" llegaron a los niveles más bajos de la lista de sencillos inglesa, por su parte "A Hold Of Me" no llegó a entrar.

### "Dave" se convirtió en "Rain" en U.S.A.
"Dave", un sencillo de la edición original de In the Long Grass fue grabado de nuevo como "Rain" para el mercado estadounidense. La canción trataba sobre el saxofonista de la banda y amigo de la escuela de David MacHale (fallecido en 2009), que había sufrido una crisis después de encontrar a su novia muerta en un baño público al lado de una bolsa vacía de heroína. La metáfora de Rain en las letras alteradas hacía referencia a la canción anterior de Duran Duran, "Hold Back The Rain", donde el amigo de Geldof Simon Le Bon junto con un miembro no identificado de la banda había declarado que abandonaría sus escarceos con los narcóticos.

### Ruptura
Después de esto, la banda suspendió su actividad mientras Geldof terminó sus aventuras con el Band Aid Trust. Durante ese tiempo consiguió un contrato para grabar un álbum con Vertigo Records. Sin embargo, tanto Crowe como Fingers se negaron a reunirse con The Boomtown Rats a tiempo completo, porque preferían continuar con su propia banda, Gung Ho.
La última actuación del grupo tuvo lugar en Self Aid, un concierto en 1986 en el que participaban muchas estrellas del rock irlandesas, para concienciar sobre el desempleo en Irlanda. La penúltima canción, "Joey's On the Street Again", duró 12 minutos con un extenso puente. Durante ese tiempo Geldof corría entre la multitud. Tras esta actuación, Geldof se dirigió a la multitud, diciendo, "Han sido diez años espectaculares; descanse en paz". La banda a continuación tocó "Looking After No.1".
Después de la ruptura de la banda, Geldof inició una carrera en solitario con Pete Briquette que siguió trabajando junto a él. Garry Roberts coescribió canciones para Kirsty McColl antes de abandonar el negocio de la música para convertirse en un exitoso comercial de servicios financieros. Roberts ahora presenta su taller de guitarra en escuelas, estimulando a los alumnos a tocar el instrumento y haciendo hincapié en la contribución del blues a la música pop y rock moderna.
Tras la ruptura de Gung Ho, Fingers tuvo gran éxito como productor musical en Japón, además de ser parte de la banda japonesa Greengate. Simon Crowe se encuentra en la banda de instrumental celta basado en West country, Jiggerypipery, además de haber iniciado un negocio de fabricación de relojes.
En 2005, los álbumes de la banda fueron todos remasterizados y reeditados. Se publicó un recopilatorio de éxitos, junto con dos DVD. Briquette mezcló el DVD en vivo y Francesco Cameli mezcló las pistas adicionales para el relanzamiento de los discos de The Boomtown Rats en Sphere Studios en Londres.

### The Rats
En 2008 Garry Roberts y Simon Crowe, que habían continuado tocando juntos en The Fab Four, con Alan Perman (ex Herman's Hermits) y Bob Doyle (que una vez había hecho una audición sin éxito para entrar en E.L.O.), y The Velcro Flies, con Steve (Dusty) Hill y Gavin Petrie, se unieron formando "The Rats", para tocar sus canciones favoritas de The Boomtown Rats, con la formación clásica de dos guitarras, bajo y batería. La banda fue inicialmente liderada por Peter Barton, que contaba con una larga trayectoria desde principios de la década de 1980, participando en el regreso de grandes estrellas como The Animals, The Hollies y Lieutenant Pigeon. Barton fue sustituido en la voz principal y bajo por Bob Bradbury, que fue el fundador y compositor principal de canciones en Hello. Darren Beale, anteriormente en The Caves, tocaba la guitarra principal. El saxofonista Andy Hamilton, que participó en la gira y las grabaciones con The Boomtown Rats, incluyendo el Live Aid, tocaba como invitado en algunos conciertos.
Gerry Cott y Johnnie Fingers fueron invitados a unirse a la banda cuando las circunstancias lo permitían. Cott participó en el segundo concierto de The Boomtown Rats (en el 100 Club en Oxford Street, Londres). Fingers, mientras tanto, trabajaba para el Fuji Rock Festival en Japón, pero planeaba unirse a la banda en el escenario cuando estaba en el Reino Unido.
El 21 de junio de 2009, Geldof, Roberts y Briquette se reunieron en Dublín para tocar "Dave", en una fiesta en la que se celebraba la trayectoria de un íntimo amigo y saxofonista de la banda, "Doctor" Dave MacHale, que había muerto de cáncer en Frankfurt. "Dave" era una canción que Geldof escribió para MacHale en 1983, después de que la novia de MacHale falleciera debido a una sobredosis de heroína.
El 20 de septiembre de 2011, Gerry Cott acudió como invitado junto con Geldof, Briquette y el resto de la banda de Geldof a Cadogan Hall, Londres. Interpretaron tres canciones de The Boomtown Rats juntos antes de los bises. Cott volvió al escenario en el bis final para tocar en dos canciones de Geldof en solitario.

### Reunión
The Boomtown Rats se reunieron en 2013. Bob Geldof comentó, "Tocar otra vez con los Rats y hacer esas grandes canciones volverá a ser emocionante. Éramos una banda increíble y creo que es el momento adecuado para re-Rat, para volver a Boomtown a hacer una visita."
En junio de 2013, se anunció que la banda emprendería una gira por Reino Unido e Irlanda con el apoyo de un nuevo disco recopilatorio titulado Back to Boomtown: Classic Rats Hits.

## Discografía

### Álbumes de estudio
- The Boomtown Rats (1977)
- A Tonic for the Troops (1978)
- The Fine Art of Surfacing (1979)
- Mondo Bongo (1980)
- V Deep (1982)
- In the Long Grass (1984)
- Citizens of Boomtown (2020)

### Sencillos en el Top 40 UK
- "Lookin' After No. 1" (1977) N.º 11
- "Mary of the 4th Form" (1977) N.º 15
- "She's So Modern" (1978) N.º 12
- "Like Clockwork" (1978) N.º 6
- "Rat Trap" (1978) N.º 1
- "I Don't Like Mondays" (1979) N.º 1
- "Diamond Smiles" (1979) N.º 13
- "Someone's Looking at You" (1980) N.º 4
- "Banana Republic" (1980) N.º 3
- "The Elephant's Graveyard (Guilty)" (1981) N.º 26
- "House on Fire" (1982) N.º 24
- "I Don't Like Mondays" (reedición) (1994) N.º 38